# Лесперон
Лесперо́н (фр. Lespéron, окс. L'Esperon) — коммуна во Франции, находится в регионе Рона — Альпы. Департамент коммуны — Ардеш. Входит в состав кантона Кукурон. Округ коммуны — Ларжантьер.
Код INSEE коммуны — 07142.

## Население
Население коммуны на 2008 год составляло 320 человек.
| 1962 | 1968 | 1975 | 1982 | 1990 | 1999 | 2008 |
| ---- | ---- | ---- | ---- | ---- | ---- | ---- |
| 238  | 302  | 234  | 251  | 239  | 273  | 320  |

## Экономика
В 2007 году среди 210 человек в трудоспособном возрасте (15—64 лет) 157 были экономически активными, 53 — неактивными (показатель активности — 74,8 %, в 1999 году было 64,4 %). Из 157 активных работали 149 человек (80 мужчин и 69 женщин), безработных было 8 (3 мужчин и 5 женщин). Среди 53 неактивных 19 человек были учениками или студентами, 18 — пенсионерами, 16 были неактивными по другим причинам.

## Достопримечательности
- Церковь Сент-Илер-де-Лесперон с колокольней (XII век)[2]
- Башня Конкуль

## Фотогалерея
- Карта коммуны